# Hilfsorganisation für nationale politische Gefangene und deren Angehörige
Hilfsorganisation für nationale politische Gefangene und deren Angehörige var en nynazistisk tysk organisation grundad 1979 som med som mest cirka 600 medlemmar var en av Tysklands största. I september 2010 genomförde tysk polis razzior mot rörelsen på sex orter i Tyskland. I september 2011 förbjöds organisationen.